# Coppa del Re 1997-1998
La Copa del Rey 1997-1998 fu la 94ª edizione della Coppa di Spagna. Il torneo iniziò il 3 settembre 1997 e si concluse il 29 aprile 1998. La finale si disputò allo stadio Mestalla di Valencia e la squadra vincente fu il Barcellona che superò il record di titoli precedentemente appartenuto all'Athletic Bilbao.

## Formula e squadre partecipanti
In questa edizione presero parte tutte le squadre di Primera División, 21 squadre di Segunda División e 25 squadre di Segunda División B che si sfidarono in scontri ad eliminazione diretta. I club della Primera División erano direttamente qualificati per il secondo turno eccetto i club impegnati nelle competizioni europee che entrarono in scena solo in seguito.

## Primo turno
Le partite furono giocate dal 3 al 10 settembre 1997.
| Squadra 1         | Totale | Squadra 2      | Andata | Ritorno |
| ----------------- | ------ | -------------- | ------ | ------- |
| Andorra           | 1 - 6  | UE Lleida      | 0 - 3  | 1 - 3   |
| Gimnàstic         | 0 - 3  | Figueres       | 0 - 2  | 0 - 1   |
| Motril CF         | 0 - 2  | Lorca CF       | 0 - 1  | 0 - 1   |
| Gramenet          | 2 - 2  | Sóller         | 1 - 2  | 1 - 0   |
| Manchego          | 4 - 6  | Albacete       | 1 - 3  | 3 - 3   |
| Elche             | 1 - 0  | Villarreal     | 0 - 0  | 1 - 0   |
| Recreativo Huelva | 4 - 2  | Córdoba        | 1 - 1  | 3 - 1   |
| Almería           | 2 - 2  | Real Jaén      | 2 - 1  | 0 - 1   |
| Talavera          | 0 - 2  | Toledo         | 0 - 0  | 0 - 2   |
| Isla Cristina     | 4 - 4  | Siviglia       | 1 - 2  | 3 - 2   |
| Novelda           | 5 - 4  | Levante        | 4 - 4  | 1 - 0   |
| Écija             | 2 - 3  | Xerez          | 2 - 1  | 0 - 2   |
| Pájara Playas     | 4 - 5  | Las Palmas     | 3 - 1  | 1 - 4   |
| Caudal            | 3 - 3  | Ourense        | 2 - 3  | 1 - 0   |
| Lemona            | 1 - 2  | Eibar          | 0 - 1  | 1 - 1   |
| Barakaldo         | 1 - 4  | Osasuna        | 1 - 0  | 0 - 4   |
| Burgos            | 3 - 1  | CD Logroñés    | 1 - 0  | 2 - 1   |
| Plasencia         | 1 - 2  | Extremadura    | 1 - 1  | 0 - 1   |
| Moralo            | 1 - 1  | Badajoz        | 1 - 1  | 0 - 0   |
| Leganés           | 1 - 2  | Rayo Vallecano | 0 - 0  | 1 - 2   |
| Aurrerá Vitoria   | 1 - 2  | Alavés         | 1 - 0  | 0 - 2   |
| Zamora CF         | 4 - 5  | Numancia       | 1 - 3  | 3 - 2   |
| Ontinyent         | 2 - 4  | Hércules       | 1 - 2  | 1 - 2   |

## Secondo turno
Le partite furono giocate dall'8 al 29 ottobre 1997.
| Squadra 1      | Totale | Squadra 2         | Andata | Ritorno |
| -------------- | ------ | ----------------- | ------ | ------- |
| Ourense        | 1 - 3  | Celta Vigo        | 0 - 1  | 1 - 2   |
| Toledo         | 0 - 3  | Salamanca UDS     | 0 - 1  | 0 - 2   |
| Burgos         | 0 - 2  | Real Sociedad     | 0 - 2  | 0 - 0   |
| Figueres       | 3 - 2  | Espanyol          | 1 - 1  | 2 - 1   |
| Xerez          | 1 - 1  | Real Jaén         | 0 - 0  | 1 - 1   |
| Novelda        | 1 - 0  | Elche             | 1 - 0  | 0 - 0   |
| Rayo Vallecano | 0 - 1  | Extremadura       | 0 - 1  | 0 - 0   |
| Alavés         | 1 - 0  | Real Oviedo       | 1 - 0  | 0 - 0   |
| Badajoz        | 0 - 3  | CP Mérida         | 0 - 0  | 0 - 3   |
| Sóller         | 1 - 7  | Maiorca           | 1 - 1  | 0 - 6   |
| Osasuna        | 2 - 1  | Sporting Gijón    | 1 - 1  | 1 - 0   |
| UE Lleida      | 2 - 3  | Real Saragozza    | 1 - 1  | 1 - 2   |
| Isla Cristina  | 1 - 4  | Recreativo Huelva | 1 - 2  | 0 - 2   |
| Hércules       | 0 - 4  | Valencia          | 0 - 3  | 0 - 1   |
| Eibar          | 0 - 1  | Compostela        | 0 - 0  | 0 - 1   |
| Las Palmas     | 5 - 4  | Tenerife          | 3 - 2  | 2 - 2   |
| Numancia       | 2 - 3  | Racing Santander  | 2 - 2  | 0 - 1   |
| Lorca CF       | 4 - 4  | Albacete          | 0 - 2  | 4 - 2   |

## Terzo turno
Le partite furono giocate dal 2 dicembre 1997 all'8 gennaio 1998.
| Squadra 1         | Totale | Squadra 2        | Andata | Ritorno |
| ----------------- | ------ | ---------------- | ------ | ------- |
| Las Palmas        | 4 - 4  | Maiorca          | 3 - 2  | 1 - 2   |
| Figueres          | 2 - 3  | Valencia         | 1 - 1  | 1 - 2   |
| Alavés            | 3 - 2  | Compostela       | 1 - 0  | 2 - 2   |
| Xerez             | 3 - 4  | Real Sociedad    | 1 - 0  | 2 - 4   |
| Novelda           | 3 - 7  | Real Saragozza   | 2 - 2  | 1 - 5   |
| Recreativo Huelva | 2 - 6  | Celta Vigo       | 0 - 1  | 2 - 5   |
| Osasuna           | 3 - 2  | Racing Santander | 3 - 0  | 0 - 2   |
| Lorca CF          | 3 - 4  | CP Mérida        | 2 - 0  | 1 - 4   |
| Extremadura       | 2 - 2  | Salamanca UDS    | 1 - 0  | 1 - 2   |

## Ottavi di finale
Le partite furono giocate dal 13 al 22 gennaio 1998.
| Squadra 1       | Totale | Squadra 2           | Andata | Ritorno |
| --------------- | ------ | ------------------- | ------ | ------- |
| Extremadura     | 3 - 4  | Athletic Bilbao     | 2 - 0  | 1 - 4   |
| Osasuna         | 1 - 3  | Deportivo La Coruña | 0 - 1  | 1 - 2   |
| Alavés          | 2 - 2  | Real Madrid         | 1 - 0  | 1 - 2   |
| Real Saragozza  | 3 - 2  | Atlético Madrid     | 2 - 0  | 1 - 2   |
| Real Sociedad   | 1 - 3  | Real Betis          | 0 - 2  | 1 - 1   |
| Maiorca         | 2 - 2  | Celta Vigo          | 1 - 0  | 1 - 2   |
| Real Valladolid | 2 - 4  | CP Mérida           | 1 - 1  | 1 - 3   |
| Barcellona      | 5 - 2  | Valencia            | 2 - 1  | 3 - 1   |

## Quarti di finale
I quarti si disputarono dal 3 al 12 febbraio 1998.
| Squadra 1       | Totale | Squadra 2           | Andata | Ritorno |
| --------------- | ------ | ------------------- | ------ | ------- |
| Athletic Bilbao | 2 - 2  | Maiorca             | 2 - 1  | 0 - 1   |
| Alavés          | 3 - 1  | Deportivo La Coruña | 3 - 1  | 0 - 0   |
| Real Saragozza  | 5 - 2  | Real Betis          | 3 - 0  | 2 - 2   |
| Barcellona      | 5 - 0  | CP Mérida           | 2 - 0  | 3 - 0   |

## Semifinali
Le semifinali si disputarono dal 18 al 26 febbraio 1998.
| Squadra 1  | Totale | Squadra 2      | Andata | Ritorno |
| ---------- | ------ | -------------- | ------ | ------- |
| Barcellona | 5 - 2  | Real Saragozza | 5 - 2  | 0 - 0   |
| Alavés     | 1 - 3  | Maiorca        | 1 - 2  | 0 - 1   |

## Finale
| Squadra 1  | Risultato       | Squadra 2 |
| ---------- | --------------- | --------- |
| Barcellona | 1 - 1 (5-4 dcr) | Maiorca   |

| Arbitro: | Arturo Daudén Ibáñez |

| |                      | |
| Rivaldo 66’ | Marcatori            | 6’ Stanković |
| Rivaldo Giovanni Celades Pizzi Roger Figo Óscar Reiziger | Tiri di rigore 5 – 4 | Iván Rocha Soler Iván Campo Olaizola Roa Stanković Amato Eskurza |
| · Hesp P 50’ Ferrer D Reiziger D Nadal D Bogarde D 106’ Luis Enrique C Celades C Giovanni C Figo C Rivaldo A · 76’ Sonny Anderson A Sostituzioni: · 50’ Roger C 76’ Pizzi A 106’ Óscar C | Formazioni           | · P Roa D Olaizola D Marcelino D Iván Campo · D Romero C Mena C Engonga 70’ C Valerón 91’ C Stanković A Ezquerro 72’ A Amato Sostituzioni: · C Eskurza 70’ C Soler 72’ C Iván Rocha 91’ |
| Louis van Gaal | Allenatori           | Héctor Cúper |

## Classifica marcatori
| Gol |  |  | Giocatore         | Squadra        |
| --- |  |  | ----------------- | -------------- |
| 8   |  |  | Rivaldo           | Barcellona     |
| 5   |  |  | Pier              | Real Saragozza |
| 5   |  |  | Jovan Stanković   | Maiorca        |
| 4   |  |  | Bolo              | Hércules       |
| 4   |  |  | José Oscar Flores | Las Palmas     |
| 4   |  |  | José Gálvez       | Maiorca        |
| 4   |  |  | José Ignacio      | Real Saragozza |
| 4   |  |  | Pablo             | Alavés         |
| 4   |  |  | Luis Rueda        | Extremadura    |
| 4   |  |  | Vladimir Gudelj   | Celta Vigo     |